# 239890 Edudeldon
239890 Edudeldon è un asteroide della fascia principale. Scoperto nel 2000, presenta un'orbita caratterizzata da un semiasse maggiore pari a 2,3228541 UA e da un'eccentricità di 0,2414575, inclinata di 2,48754° rispetto all'eclittica.
L'asteroide era stato inizialmente battezzato 239890 Dipasquale per poi essere corretto nella denominazione attuale. L'eponimo venne poi attribuito all'asteroide 181241 Dipasquale.
Inoltre l'eponimo Edudeldon era stato inizialmente assegnato a 262418 Samofalov che ricevette poi l'attuale denominazione.
L'asteroide è dedicato all'astrofisico Eduardo Delgado Donate.